# 牛乳箱

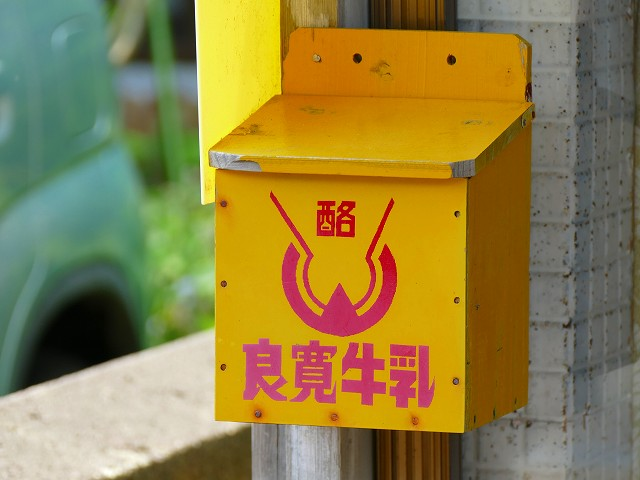
牛乳箱

牛乳箱（ぎゅうにゅうばこ）または牛乳受け箱（ぎゅうにゅううけばこ）は、配達された牛乳を受け取るための箱である。玄関先に置かれたり、戸口に釘で打ち付けられて設置されたりする。
輸送手段や冷蔵設備が整っていない時代、日持ちせず腐りやすい牛乳は、地元地域の酪農家から販売店を通じて新鮮なうちに家庭に配達されるのが一般的であった。主に早朝に配達されるため、家人を起こさずにすむよう玄関先に設置されたのが牛乳箱である。配達された牛乳は玄関先の牛乳箱に入れられ、飲み終わった空き瓶を入れておくと、翌日、空き瓶が回収されて新しい牛乳と入れ替えられるシステムであった。

## 歴史

### 背景
日本で牛乳が一般的に飲用されるようになったのは明治以降であり、特に1871年（明治4年）11月から明治天皇が毎日2度牛乳を飲用するようになると、国民の間での肉や乳への拒絶反応は急速に解消されていった。ただ、当時牛乳は高価であり、主に病中病後の滋養として飲用されていた。
この頃の牛乳の販売方法は主として店頭での量り売りであったが、1872年（明治5年）に京都で牛乳の宅配が始まり、1874年（明治7年）には東京にも広がった。これは、輸送用の大きなブリキ缶に牛乳を入れて客先をまわり、客の出す容器に漏斗と長柄の柄杓で注ぐという形であった。1877年（明治10年）頃からは、180 mL入りのブリキ缶が牛乳の配達に使われるようになった。牛乳の容器として日本で初めてガラス瓶を使用したのは1889年（明治22年）の東京・牛込の「津田牛乳店」と言われていたが、「津田栄」が1886年（明治19年）、「香乳舎」が1887年（明治20年）に使用していたことが確認されている。いずれにせよ、1905年（明治38年）頃までにはガラス瓶での牛乳の配達が一般的になった。配達が始まった初期には、牛乳を購入すると家に病人がいるという噂が立ちかねないことから、隣人に気づかれないように裏口からこっそりと届けていたと言われている。

### 牛乳箱の誕生と現状
初めて牛乳箱を使用したのは、1897年（明治30年）頃の東京・豊島区の「強国舎」とも、1916年（大正5年）から1917年（大正6年）頃の東京・小石川区の「興真舎」とも言われている。当時はまだまだ牛乳が高価だった時代であり、牛乳箱がある家庭は誇らしいものであっただろうとも推察されている。
戦後、牛乳の宅配は牛乳の主要な流通ルートと位置付けられて拡大し、全国の牛乳販売店は1976年（昭和51年）に最多の21,008店となった。大手乳業メーカーや各地の販売店の名称や宣伝文句などが入った牛乳箱は、郵便受けや新聞受けとともに、それぞれの家の玄関先に設置されるのが普通の光景となった。朝、牛乳箱に届けられた牛乳を取りに行くのは子どもの仕事とされることもあった。
しかし、1970年代後半になって、大手乳業メーカーが紙容器を採用してスーパーマーケットなどの量販店が牛乳流通の中心になると、牛乳の宅配は激減した。1970年（昭和45年）頃に牛乳の流通量の約60 %を占めた宅配は、1999年（平成11年）には5 %程度となっている。牛乳箱を見かけることは少なくなり、街角に残る特に木製の牛乳箱の中には、その役目を終えたまま放置されているものも多い。

## 素材と寸法

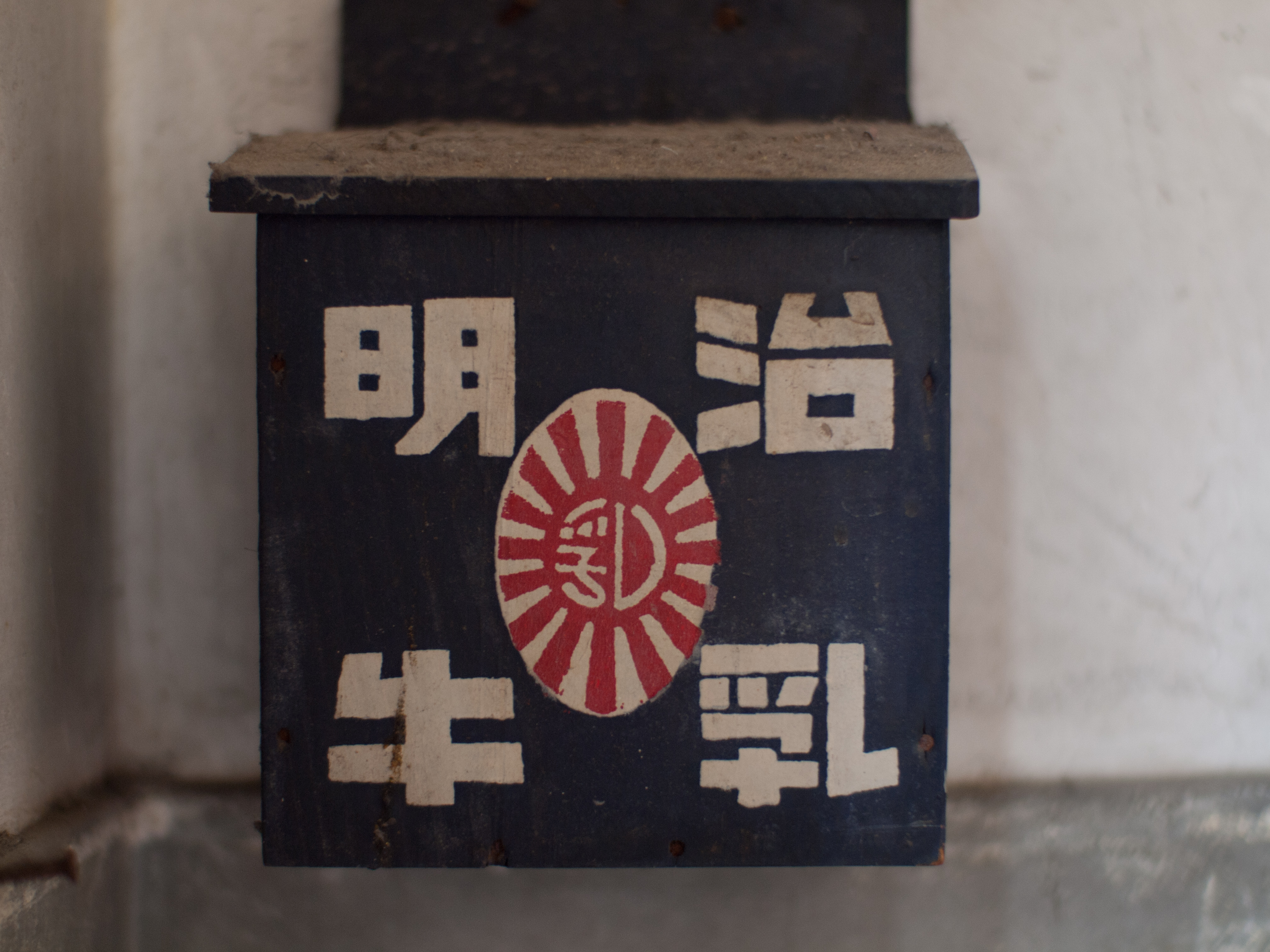
木製の牛乳箱

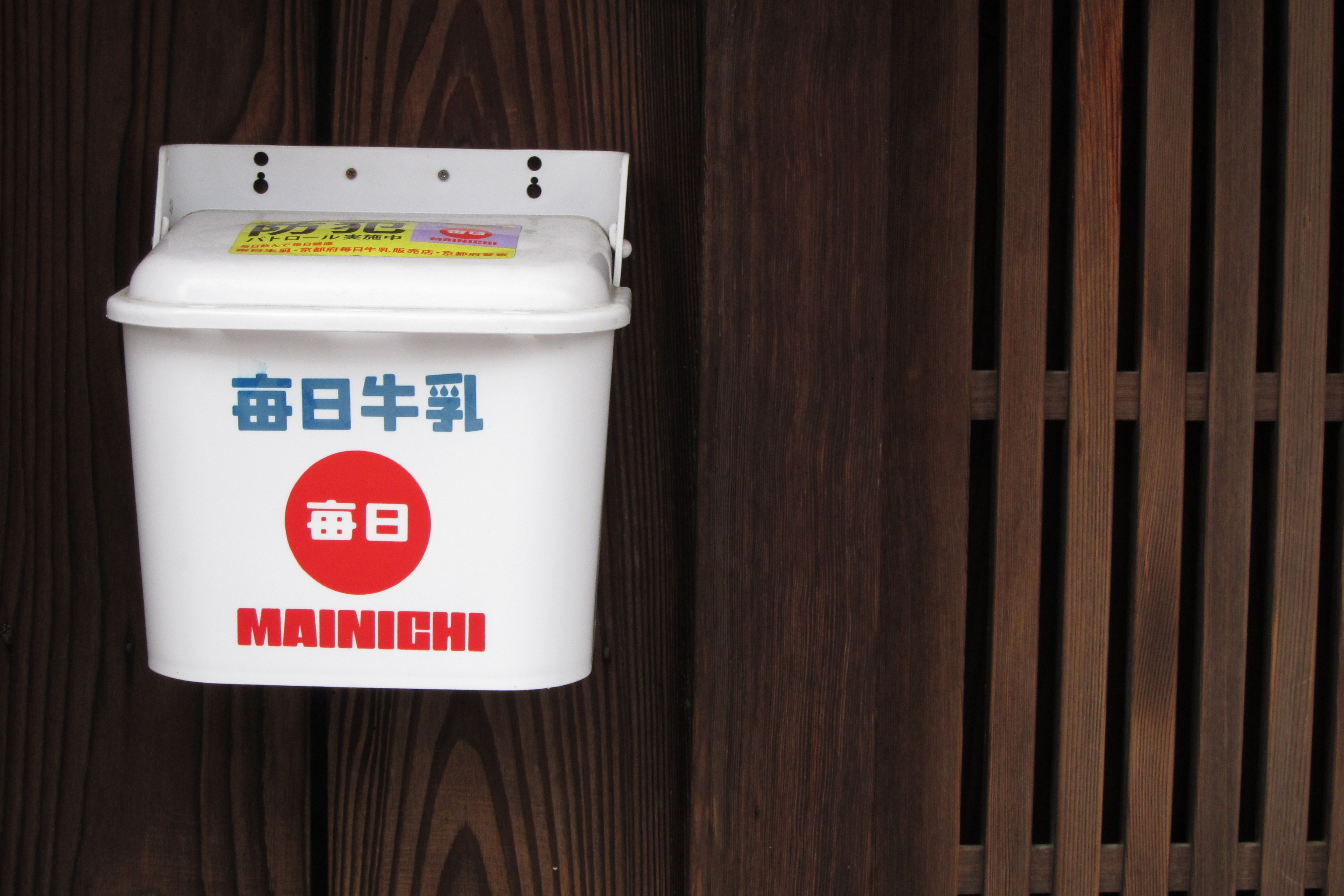
プラスチック製の牛乳箱

もともとは木製であったが、後に衛生面からプラスチック製のものが用いられるようになった。かつて木製の牛乳箱を全国から受注していた「中島木箱工場」（現・「株式会社キバコヤ」）によると、受注のピークは1990年（平成2年）から1991年（平成3年）だったとのことである。ただし、夏の保冷性という点では木製のものが優ったため、当時はプラスチック製へ変更することに抵抗がある販売会社もあったと言われている。現在では、置き型の保冷箱が使用されるようになっている。
牛乳箱のサイズは様々なものがあるが、日本建築学会の『建築設計資料集成』では、幅180×奥行155×高さ235（上蓋を開けた状態で325）mmとされている。また、建築資料研究社の『絵で見る建設図解事典』では、ステンレス製で壁埋込式上開きの牛乳箱の例として、幅235×奥行78×高さ190 mmのものが紹介されている。木製の牛乳箱の場合、特別な技術を求められないただの釘打ちの木箱であり、製造者にとっては単価勝負となる。

## 取り上げた作品
かつて日本全国に存在した大手メーカーや各地の販売店の名が印刷された木製の牛乳箱は、現在では昭和のノスタルジアを喚起するものとして収集や撮影の対象ともなっており、牛乳箱を主題として取り上げた写真集や雑誌記事も発行されている。

### 写真集
- 今泉忠淳『写真集 木製牛乳箱の詩』
- 横溝健志『思い出 牛乳箱』

### 雑誌記事
- 泉麻人「泉麻人の『たのしい広告採集』09 旅先の牛乳箱」（『宣伝会議』854号）
- 町田忍「町田忍の珍景コレクション 街かど森羅万象 第三回 木製牛乳箱」（『散歩の達人』160号）